# دولة الاتحاد

موقع دولة الاتحاد

أحد مقترحات العلم.

دولة الاتحاد، التي يشار إليها أيضا باسم الدولة الاتحادية لروسيا وبيلاروس، هي اتحاد فوق وطني يتألف من الاتحاد الروسي وجمهورية بيلاروس.

## التكوين
تأسس كومنولث بيلاروس وروسيا في 2 أبريل 1996. تم تعزيز أساس الاتحاد في 2 أبريل 1997، مع توقيع معاهدة الاتحاد بين بيلاروس وروسيا في ذلك الوقت تم تغيير اسمها إلى اتحاد بيلاروس وروسيا. ووقعت عدة اتفاقات أخرى في 25 ديسمبر 1998، بهدف زيادة التكامل السياسي والاقتصادي والاجتماعي. ومع ذلك، فإن طبيعة الكيان السياسي لا تزال غامضة. تحت ضغط من خصومه السياسيين، الذين جادلوا من أجل لم شمل الدولتين، ومن الرئيس البيلاروسي ألكسندر لوكاشينكو، الذي سعى إلى ربط اقتصاده الضعيف بشكل مفرط بالروسي الأقوى، بدأ الرئيس الروسي بوريس يلتسين في إنشاء الاتحاد من أجل مواءمة الاختلافات السياسية والاقتصادية بين الدولتين. ثم قدم الرئيس الكازاخستاني نور سلطان نزارباييف اقتراحا مماثلا في عام 1994، متصورا تأسيس اتحاد أوراسي، ولكن هذا الاقتراح لم يتم تبنيه حتى 29 مايو 2014 بتشكيل الاتحاد الاقتصادي الأوروآسيوي . ووقعت معاهدة إنشاء دولة اتحادية في روسيا وبيلاروس في 8 ديسمبر 1999. كان الهدف هو تحقيق دولة فدرالية مثل الاتحاد السوفياتي، مع رئيس دولة، وهيئة تشريعية، وعلم، وشعار نبالة، ونشيد، ودستور، وجيش، ومواطنة، وعملة مشتركة. وصدق مجلس الدوما الروسي على الاتحاد في 22 ديسمبر 1999 والجمعية الوطنية لبيلاروس في 26 يناير 2000. وفي التاريخ الأخير، بدأ سريان المعاهدة والاتحاد.

## المؤسسات والإطار القانوني
أنشأت معاهدة تأسيس دولة الاتحاد المؤسسات التالية:
- مجلس أعلى للدولة، وهو السلطة العليا في دولة الاتحاد، ويتألف من الرؤساء، ورؤساء الوزراء، بالإضافة إلى رؤساء مجلسي البرلمان في كلا البلدين، ويكون لكل دولة صوت واحد في المجلس، ما يعني بالضرورة أن جميع القرارات يجب أن تُتّخذ بالإجماع.
- مجلس وزراء، يتألف أعضاؤه من رئيسي وزراء البلدين، وزيري الخارجية، والاقتصاد والمالية، وأمين سر دولة الاتحاد.
- برلمان اتحادي من مجلسين، يتألف من مجلس نواب منتخَب، يضم 75 نائباً من روسيا و28 من بيلاروس، ينتخبهم عامة الشعب في كلا البلدين، ومجلساً اتحادياً يضم عدداً متساوياً من النواب (36) من كلا البلدين، وتنتخبهم المجالس التشريعية العليا الخاصة ببلادهم، مع التنويه إلى أن برلمان الاتحاد لم يُفعّل قط.
- محكمة للاتحاد، تتألف من تسعة قضاة مُعيّنين لمدة تبلغ ست سنوات، علماً أن محكمة الاتحاد لم تنشأ قط.
- مجلس تدقيق للحسابات، أو غرفة محاسبة، تتحكم بتطبيق الميزانية.

تحتفظ كل دولة بسيادتها وشخصها دولياً، ما يعني أن روسيا وبيلاروس لا تزالان مسؤولتين بالكامل عن شؤونهما الداخلية وعلاقاتهما الخارجية، ولا يمكن لدولة الاتحاد أن تطالب بتمثيل الدولتين العضوين فيها في منظمات دولية أخرى أو إلغاء التشريعات أو القرارات الحكومية الخاصة بهاتين الدولتين، إلا في حالات تحددها معاهدة الاتحاد، وبالتالي تشابه دولة الاتحاد إلى حد كبير كونفدرالية فوق وطنية على شاكلة الاتحاد الأفريقي، أو اتحاد دول أمريكا الجنوبية.
عُيّن بافل بورودن أمين سر لدولة الاتحاد بدايةً من قبل المجلس الأعلى للدولة في 26 كانون الثاني/ يناير عام 2000 لمدة أربع سنوات، وقد جُددت ولايته في كل من عامي 2004 و2008 لأربع سنوات إضافية.

## التطويرات
بعد فترة قصيرة من تدشين الاتحاد، بدا وكأن كلا الدولتين العضوين قد فقدا حماسهما له، فاستعادت روسيا أولاً، ومن ثم بيلاروس، الرقابة الجمركية على طول الحدود المشتركة بينهما عام 2001، فأوقفتا فعلياً الاتحاد الجمركي إلى أن استعيد عام 2010، كما وضعت خططًا لتطبيق عملة مشتركة في جميع أنحاء الاتحاد، ولكنا اُجّلت عدة مرات.
علاوة على ذلك، فشلت كل من بيلاروس وروسيا حتى الآن بتأسيس أي شعارات أو حتى علم لدولة الاتحاد، لكن اقتُرحت من جهة أخرى أغنية تسمى «الاتحاد السيادي للدولتين» (في الروسية: Державный союз народов Derzhavny soyuz narodov، وفي البيلاروسية: Дзяржаўны саюз народаў Dzyarzhauny sayuz narodau) كنشيد وطني غير رسمي للاتحاد، علماً أنها كانت قد عُدّلت من النشيد الوطني للاتحاد السوفيتي، وتشير لاتحاد أوسع بين الدولتين.
أعلن موقع دولة الاتحاد في 16 تشرين الثاني/ نوفمبر عام 2010 أن القانون الدستوري جاهز بنسبة 99%.

### عملة مشتركة
وعد رئيس بيلاروس أليكساندر لوكاشينكو بتقديم عملة مشتركة في 1 كانون الثاني/ يناير عام 2004ـ ولكنها لم تُقدّم، وأُجّلت الخطة لسنة كاملة، لتفشل دولة الاتحاد بعد ذلك مجدداً في 1 كانون الثاني/ يناير عام 2005 في تقديم عملة مشتركة، وأُجلت العملية سنة واحدة مرة أخرى، وهو ما تكرر أيضاً عام 2006، وأعلن بيوتر براكابوفيتش، مدير البنك الوطني في بيلاروس، وذلك خلال مؤتمر صحفي في مينسك في 2 شباط/ فبراير عام 2006، أنه «قد تُطرح عملة مشتركة عام 2007»، وهو ما لم يحدث حقاً في ذاك العام، فأعلن البنك الوطني لجمهورية بيلاروس أنه ابتداءً من عام 2008، سيُقرَن الروبل البيلاروسي بالدولار الأمريكي بدلاً من الروبل الروسي.

### المواطّنة وحرية الهجرة
على الرغم من احتكاك دولة الاتحاد بعدد من القضايا التجارية والسياسية، فإنها لا تمنح مواطني روسيا وبيلاروس الحق بالعمل والإقامة الدائمة في أي من الدولتين دون إجراءات هجرة رسمية إلزامية عادة للأجانب، وبالتالي يحتفظ أولئك الموطنون بجوازات سفرهم الوطنية وغيرها من إثباتات للهوية.

### الجيش
نفذت روسيا وبيلاروس في 10 شباط/ فبراير عام 2009 المرحلة الأولى من برامج تدريب الضباط العسكريين المشتركة والمصممة لدمج الهياكل العسكرية لكلتا الدولتين، وتُسمى هذه المجموعة العسكرية بمجموعة القوات الإقليمية في بيلاروس وروسيا (RGF)، وكان الهدف من هذه العمليات ضمان تماسك تدريب، وممارسة وتطبيق المصالح العسكرية لكلتا الدولتين، وقد توجهت للتدريب الاستراتيجي والتدريب على القتال اللذين جريا في شباط/ فبراير وآذار/ مارس عام 2009.
علاوة على ذلك، تنص التعاليم العسكرية للاتحاد الروسي على أن «أي هجوم مسلح على الدولة المشاركة في دولة الاتحاد، فضلاً عن من الأعمال الأخرى المتضمنة استخدام القوة العسكرية ضدها»، سيُعتبر «عدواناً على دولة الاتحاد، ما يخوّل موسكو لاتخاذ تدابير للرد».

### العَلم وشعار النبالة
منذ تشكيل اتحاد روسيا وبيلاروس عام 1997، لم يُعترف رسمياً بأي علم أو شعار نبالة خاصّين بالدولة، رغم اقتراح العديد من المسودات لهما.
فقُدّم اقتراحان لعلم الاتحاد، وكان في الحالتين مجرد تعديل على علم الاتحاد السوفيتي، ممثلاً كيان الدولة هذه المرة (وليس الشيوعية)، وتضمن كلا الاقتراحين نجمتين ذهبيتين في ركن العلم الأحمر (تمثيلاً لدولتي الاتحاد).
من جهة أخرى كان شعار النبالة المقترح تعديلاً عن النسر ثنائي الرأس الذي يحمل شعاري روسيا وبيلاروس.

### اهتمام متجدد
اشتد الحديث حول دولة الاتحاد في 15 كانون الأول/ ديسمبر عام 2006، ولكن في كانون الثاني/ يناير عام 2007 بدا أنه قد أوقف، عندما صرّح ألكسندر لوكاشينكو رئيس بيلاروسيا أن: «القيادة الروسية تطالبنا بالانضمام للاتحاد الروسي؛ إن هذا ما يدور في رأس القيادة الروسية، ولكني لا أريد أن أدفن سيادة واستقلال بيلاروس» وأضاف: «لقد فهمت من جميع المشاورات والنقاشات أننا نختلف بمقارباتنا واستيعابنا لبناء دولة اتحاد» وعارض «احتمالية تضمين بيلاروس في روسيا».
ولكن، أعلن رئيس الوزراء الروسي فيكتور زبوكوف في 19 تشرين الأول، أكتوبر عام 2007 أن «ميزانية دولة الاتحاد ستنمو بنسبة لا تقل عن 10% في العام المقبل، وسيؤمن ذلك تمويلاً جيداً لمشاريعنا المشتركة» وقد أدى هذا التصريح لتكهنات بأن الحكومة لروسية قد جددت اهتمامها بفكرة الاتحاد.
ومنذ عام 2015، تمحور التركيز على تطوير العلاقات بين الدولتين العضوين سابقاً في الاتحاد السوفيتي حول التطوير المستمر للاتحاد الاقتصادي الأوروبي الآسيوي، ما يُعتبر بذات نفسه تطوراً إضافياً للاتحاد الجمركي الأوروربي الآسيوي المؤسس عام 2010، وقد صُمم هذا النموذج على أساس تكامل الاتحاد الأوروبي، ويتألف من 5 دول أعضاء، هي بيلاروس، رووسيا، وكازاخستان، وأرمينيا وقيرغيزستان، وأعربت طاجيكستان كذلك عن اهتمامها بالانضمام، ولكن من جهة أخرى، يقتصر الاتحاد الاقتصادي الأوروبي الآسيوي على الجانب الاقتصادي فقط، وما يزال التكامل السياسي في الوقت الحاضر من بين مسؤوليات دولة الاتحاد.